# Zbrodnia w Kisielówce
Zbrodnia w Kisielówce – zbrodnia dokonana 21 sierpnia 1943 roku przez Ukraińską Powstańczą Armię na ludności narodowości polskiej. Miejscem zbrodni była kolonia Kisielówka, położona w gminie Kisielin, w powiecie horochowskim, w województwie wołyńskim. Łącznie w zbrodni zginęło 93 Polaków.
W tym samym czasie jednostki Ukraińskiej Powstańczej Armii dokonały aktów ludobójstwa w koloniach Czesnówka, Jaworówka, Bermeszów i Lipnik.